# SS-N-16 Stallion
La désignation de l'OTAN SS-N-16 « Stallion » désigne en fait deux missiles anti-navires soviétiques légèrement différents :
Le missile RPK-6 Vodopad (en russe : « РПК-6 Водопад », « Водопад » signifiant « Cascade ») est un missile d'un diamètre de 533 mm déployé depuis 1981, alors que le missile RPK-7 Veter (en russe : « РПК-7 Ветер », « Ветер » signifiant « Vent ») est une version d'un diamètre de 650 mm, déployée depuis 1984.

## Caractéristiques

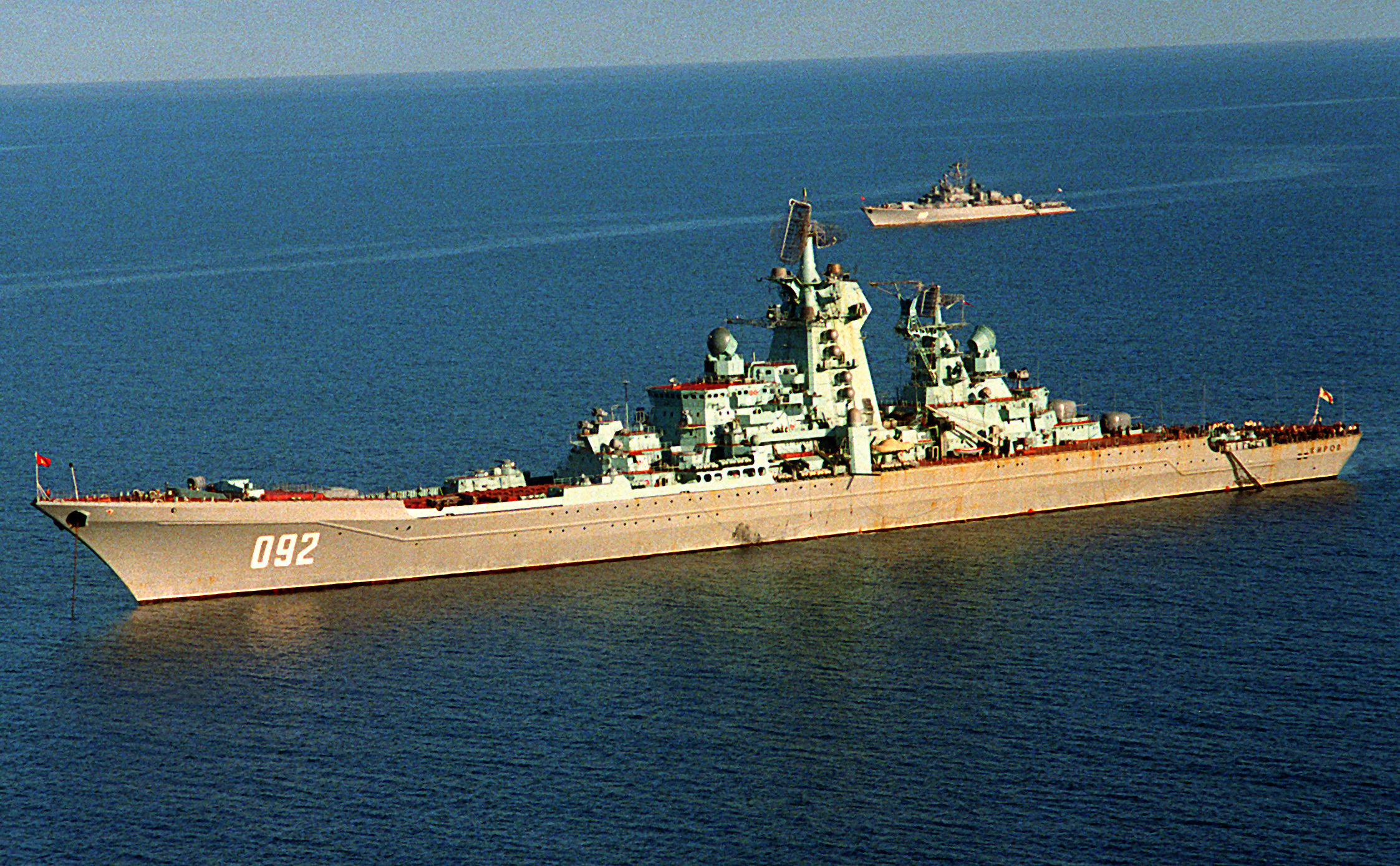
Le croiseur à propulsion nucléaire, en 1989.

Les deux missiles sont lancés depuis des tubes lance-torpilles, et leur propulsion est assurée par des moteurs-fusées à carburant solide une fois qu'ils ont émergé de la surface de l'eau. Ils sont tous les deux à charges militaires multiples, emportant au choix une torpille conventionnelle de 400 mm ou une charge de profondeur à ogive nucléaire.
La portée améliorée du Veter, de près de 100 km, fut une avancée majeure sur son prédécesseur RPK-2 Viyuga (OTAN : SS-N-15 « Starfish »), qui ne pouvait parcourir que moins de la moitié de cette distance.

## Utilisateurs

### Ancien
- Union soviétique

### Actuel
- Russie : Sur les sous-marins des classes Victor II[2] et Akula[3]. Le croiseur lance-missiles Kirov semble également avoir été modernisé avec ces nouveaux missiles.